# 深尾重愛
深尾 重愛（ふかお しげよし）は、江戸時代後期の土佐藩家老。深尾家当主・佐川領主11代。

## 経歴
弘化3年（1846年）8月14日、土佐藩家老深尾重教の三男として土佐に誕生した。
嘉永6年（1853年）、父・重教の死去の際、幼いため従兄の重先（叔父・重愷の子）が養子となって家督相続し、その継嗣となる。
万延元年（1860年）、重先が藩より蟄居を命じられ、代わって家督を相続する。文久2年（1862年）、重先の処分が解かれ復職したため、継嗣に戻る。慶応4年（1868年）、土佐藩に、朝廷より鳥羽・伏見の戦いに敗れ朝敵となった伊予松山藩征討の命が下り、その先鋒を務めて戦うことなく恭順させる。明治2年（1869年）、版籍奉還により、代々知行した佐川から高知に移住する。明治4年（1871年）、重先の隠居により再び家督を相続する。兵部省に務めるも、職を辞して高知に戻る。
明治5年（1872年）7月23日、高知で死去する。家督は嫡男の重孝が相続し、明治39年（1906年）、重先、重愛の功績により、従五位下、男爵に叙され華族となる。